# Chainat (stad)
Chainat (Thais: ชัยนาท) is een stad in Centraal-Thailand. Chainat is hoofdstad van de provincie Chainat en het district Chainat. De stad ligt aan de rivier de Menam (Chao Phraya) en had 12.225 inwoners in 2017.